# سفيند أندريسن
سفيند أندريسن (بالدنماركية: Svend Andresen)‏ هو لاعب كرة قدم دنماركي، ولد في 20 مايو 1950 في كوبنهاغن في الدنمارك. شارك مع منتخب الدنمارك لكرة القدم.

## وصلات خارجية
- سفيند أندريسن على موقع الاتحاد الدولي (مؤرشف)  (الإنجليزية)
- سفيند أندريسن على موقع قاعدة بيانات كرة القدم.إي يو (الإنجليزية)
- سفيند أندريسن على موقع ناشيونال فوتبول تيمز (الإنجليزية)
- سفيند أندريسن على موقع أوليمبيديا (الإنجليزية)